# East Bernard
East Bernard – miasto w Stanach Zjednoczonych, w stanie Teksas, w hrabstwie Wharton.